# Linda Martin
Linda Martin (Omagh, 17 aprile 1947) è una cantante e conduttrice televisiva irlandese, originaria dell'Irlanda del Nord, che ha rappresentato l'Irlanda in due edizioni dell'Eurovision Song Contest.

## Biografia
Nata a Omagh, capoluogo del distretto nordirlandese omonimo, fa parte dal 1969 dei Chips, una band di Belfast.
Una volta iniziata la carriera solista ha rappresentato l'Irlanda all'Eurovision Song Contest due volte, con due canzoni di Johnny Logan. Nel 1984 arrivò seconda con Terminal 3, mentre nel 1992 vinse con Why Me?.
Ha presentato sulla RTÉ il quiz show The Lyrics Board, uno dei programmi più popolari della televisione irlandese. Ha fatto parte anche del cast di You're A Star, un programma musicale simile ad Operazione Trionfo.